# Floridaceras
Floridaceras ist eine ausgestorbene Gattung der Nashörner, die im Unteren und Mittleren Miozän vor 20 bis 15 Millionen Jahren lebte. Sie gehört zur Gruppe der Aceratheriinae. In ihrer Größe waren die Tiere vergleichbar mit dem heutigen Spitzmaulnashorn. Sie kennzeichnen sich durch die ausgesprochen langen und schlanken Beine sowie das fehlende Horn. Bedeutende Fundpunkte liegen in Florida, darüber hinaus sind Reste auch aus anderen Gebieten Nordamerikas und aus Mittelamerika belegt. Die Gattung wurde im Jahr 1964 wissenschaftlich eingeführt und enthält momentan eine Art.

## Merkmale
Floridaceras war einer der größten amerikanischen Nashornvertreter. Mit einem Gewicht von etwa 1 bis 2 t erreichte er etwa die Ausmaße des Spitzmaulnashorns (Diceros bicornis). Charakteristisch waren die langen Beine, die noch keine Kürzungen wie bei seinem Verwandten Aceratherium erfahren hatten. Ebenfalls ein ursprüngliches Merkmal ist der vierstrahlige Vorderfuß. Die Hinterfüße endeten wie bei allen Nashörnern in drei Strahlen.
Der Schädel ist vor allem im Bereich des Rostrums nur fragmentiert überliefert. Das Hinterhauptsbein war sehr schmal ausgebildet und kurz. Bemerkenswerterweise besaß Floridaceras einen deutlichen Scheitelkamm auf den Scheitelbeinen, was typisch ist für einige sehr frühe Nashörner, bei heutigen aber nicht vorkommt. Das Nasenbein war eher schwach ausgebildet und fiel nach vorn leicht ab. Auf der Oberfläche befanden sich keine aufgerauten Oberflächen, so dass anzunehmen ist, dass die Nashorngattung keine Hörner ausgebildet hatte. Der Naseninnenraum reichte bis zum dritten Prämolaren und war deutlich weniger ausgeprägt als bei späteren Aceratheriinen.
Der Unterkiefer erreichte eine Länge von 55 cm, der Unterkieferkörper hatte einen kräftigen Bau und wurde bis zu 8,9 cm hoch. Das Gebiss war leicht reduziert und wies keinen Eckzahn mehr auf, jedoch ist die genaue Anzahl der vorderen Zähne nicht bekannt. Allerdings besaß der Unterkiefer nachweislich nur einen Schneidezahn, den zweiten (I2), der spitz-konisch geformt war. Zur hinteren Bezahnung, die aus vier Prämolaren und drei Molaren je Kieferast bestand, befand sich ein großes, bis zu 10 cm langes Diastema. Die Backenzähne wiesen allgemein niedrige (brachyodonte) Zahnkronen auf. Die ersten beiden Prämolaren waren klein und kaum molarisiert, die hinteren beiden dagegen ähnelten den Molaren deutlich. Diese waren groß und der letzte knapp 6 cm lang.
Das postcraniale Skelett ist nur zum Teil bekannt, die Wirbelsäule ist weitgehend nicht überliefert. Einer der wenigen bekannten Brustwirbel wies einen ungewöhnlich langen, bis zu 26 cm messenden Dornfortsatz auf. Charakteristisch waren die langen Gliedmaßen, wobei der Oberarmknochen 44 cm Länge erreichte, der Oberschenkelknochen dagegen 58 cm. Die unteren Gliedmaßen dagegen waren deutlich kürzer und erreichten 36 cm bei der Ulna und 33 cm beim Schienbein. Der Vorderfuß ist nicht vollständig bekannt, besaß aber einen langen und funktionalen fünften Strahl, war also insgesamt vierstrahlig (tetradactyl) aufgebaut (Metacarpus II bis V), ein ebenfalls urtümliches Merkmal. Der Hinterfuß hatte nashorntypisch drei Strahlen (Metatarsus II bis IV), wobei der dritte Mittelfußknochen bis zu 16,8 cm lang wurde.

## Fossilfunde
Der überwiegende Teil der Funde ist aus Nordamerika, vor allem aus dem US-Bundesstaat Florida bekannt und entstammt hier überwiegend einem Steinbruch auf dem Gelände der Thomas Farm im Gilchrist County. Diese Funde umfassen etwa 60 Fossilreste des Schädels und des Körperskelettes; sie befinden sich heute im Florida Museum of Natural History. Ein weiteres Teilskelett wurde in Dawes County in Nebraska entdeckt, während aus Oregon nur einige Einzelfunde bekannt sind. Mit einigen Unterkieferfragmenten und Langknochenresten ist die Nashorngattung auch in der Gaillard Cut-Lokalfauna in Panama vertreten. Alle Funde gehören dem Unteren und Mittleren Miozän an. Insgesamt zeigte Floridaceras eine zwar weite Verbreitung, war aber aufgrund der eher spärlichen Reste ein wohl seltenes Faunenelement der damaligen Zeit.

## Paläobiologie
Die niederkronigen Backenzähne lassen eine Bevorzugung von weicher Pflanzenkost annehmen (browsing). Isotopenuntersuchungen an den Zähnen bestätigten diese Vermutung und zeigen, dass möglicherweise Büsche oder kleine Bäume als Nahrungsressourcen genutzt wurden. Da zudem kaum Variationen in den Isotopenwerten des Sauerstoffs und Kohlenstoffs nachgewiesen sind, gehen die Forscher von einem über das Jahr kaum schwankenden Nahrungsangebot aus. Das Klima wird daher als tropisch-warm rekonstruiert mit nur geringen jahreszeitlichen Temperatur- und Niederschlagsveränderungen. Weitere Untersuchungen betrafen das Paläohabitat im südlichsten Verbreitungsgebiet. Hier gingen einige Experten von einer Bildung eines Archipels im Mittleren Miozän im südlichen Mittelamerika aus, bevor Nord- und Südamerika im Pliozän letztendlich über eine Landbrücke verbunden wurden. Anhand der Säugerfauna lässt sich dies aber nicht bestätigen, da die meisten großen Tierarten, so auch Floridaceras, eine ähnliche Körpergröße besaßen, wie ihre nordamerikanischen Artgenossen und eine Inselverzwergung hier offensichtlich nicht stattgefunden hat.

## Systematik
Floridaceras ist eine Gattung aus der Familie der Nashörner (Rhinocerotidae). Innerhalb der Nashörner wird sie zur Unterfamilie der Aceratheriinae gestellt, stammesgeschichtlich älteren Vertretern, die sich durch das Fehlen von Hornbildungen auf dem Nasen- oder Stirnbein auszeichneten. Der tetradactyle Vorderfuß und der archaische Bau der Backenzähne verweisen Floridaceras in eine recht frühe Stellung innerhalb dieser Unterfamilie. Relativ nahe verwandte Formen sind Aceratherium aus Europa oder das ebenfalls sehr große Aphelops aus Nordamerika. Letztere beiden stehen aber innerhalb der stammesgeschichtlich entwickelteren Tribus der Aceratheriini.
Die Gattung Floridaceras ist monotypisch mit der einzigen Art Floridaceras whitei. Der Gattungsname bezieht sich auf die Fundregion Florida, während die griechischen Wörter α (a „nicht“) und κέρας (kéras „Horn“) das Fehlen des Horns hervorheben. Mit dem Artnamen whitei wird der amerikanische Wissenschaftler Theodore E. White geehrt, der zahlreiche Fossilfunde auf dem Gelände der Thomas Farm in Florida sammelte und so zur Entdeckung von Floridaceras beitrug, wobei er 1942 auch eine Beurteilung der geologischen Altersstellung der Funde vorlegte. Erstmals beschrieben wurde die Gattung 1964 von Horace Elmer Wood anhand der von White zusammengetragenen Funde. Als Holotyp gilt ein beschädigter Schädel mit erhaltenen hinteren Backenzähnen (Exemplarnummer MCZ 4046).